# Đông Lỗ, Ứng Hòa
Đông Lỗ là một xã thuộc huyện Ứng Hòa, thành phố Hà Nội, Việt Nam.
Xã Đông Lỗ có diện tích 7,65 km², dân số năm 1999 là 5.253 người, mật độ dân số đạt 687 người/km².

## Vị trí địa lý
Phía đông giáp (Phường) Duy Hải (Duy Tiên, Hà Nam); phía Nam giáp xã Đại Cường, phía tây giáp xã Kim Đường.

## Hành chính
Xã gồm các thôn: Đào Xá, Viên Đình, Nhân Trai, Ngọc Trục, Mạnh Tân, Thống Nhất.

## Kinh tế
Ngành nghề chủ yếu: nông nghiệp, mây tre đan, làm đàn nhạc, nghề đánh bắt cá, làm gia công giày dép.